# Topolnica
Topolnica (kyrillisch: Тополница) ist ein Dorf in der Gemeinde Majdanpek und im Bezirk Bor im Osten Serbiens. 

## Einwohner
Die Volkszählung 2002 (Eigennennung) ergab, dass 1064 Menschen in der Kleinstadt Majdanpek leben.
Frühere Volkszählungen:
- 1948: 1.522
- 1953: 1.587
- 1961: 1.649
- 1971: 1.577
- 1981: 1.450
- 1991: 1.305